# Shigeo Ito
Shigeo Itō (伊藤 繁雄,Itō Shigeo; Shūnan (Yamaguchi), 21 januari 1945) is een Japans voormalig tafeltennisser. Hij won in München 1969 zowel het wereldkampioenschap enkelspel als het landentoernooi met de nationale mannenploeg.
Itō greep de wereldtitel in 1969 door in de finale, na een 0-2-achterstand, met 3-2 te winnen van de Duitser Eberhard Schöler, de enige speler bij de eerste vier in dat toernooi die niet uit Japan kwam. Diezelfde Schöler dolf ook het onderspit als lid van het West-Duitse team, in de eindstrijd voor mannenploegen (5-3). Itō werd daarin bijgestaan door onder meer Nobuhiko Hasegawa, die twee jaar daarvoor eveneens wereldkampioen enkelspel was geworden.
Itō bereikte in Nagoya 1971 de WK-finales op dezelfde disciplines als twee jaar eerder, maar moest ditmaal twee keer met zilver genoegen nemen. De enkelspeltitel ging ditmaal naar de Zweed Stellan Bengtsson. Het Chinese team won de finale voor landenteams. De Japanner verscheen ook nog op de wereldkampioenschappen van 1975 in Calcutta en 1989 in Dortmund. In India haalde hij zowel in het mannen- (met Katsuyuki Abe) als in het gemengd dubbelspel (met Yukie Ohzeki) de halve finale, maar dichter bij een derde wereldtitel kwam Itō niet meer.